# Сульфатні гірські породи
Сульфатні гірські породи (рос. сульфатные горные породы, англ. sulphate rocks, нім. Sulphatgesteine n pl) — гірська порода, яка складається г.ч. із сульфатів. Більшість цих порід є осадовими і входять до групи галогенних порід. Сульфатні гірські породи присутні у вигляді лінз, прошарків у доломітових товщах або у лагунно-континентальних теригенних відкладах. Найбільш розповсюджені — ангідрити і ґіпси. Інші — полігалітові, ланґбейнітові, мірабілітові, тенардитові, ґлауберитові та ін.